# 山辺郡 (千葉県)
- 令制国一覧 > 東海道 > 上総国 > 山辺郡
- 日本 > 関東地方 > 千葉県 > 山辺郡

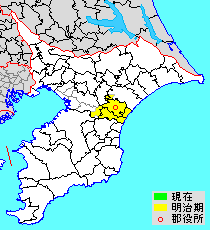
千葉県山辺郡の位置

山辺郡（やまべぐん）は、千葉県（上総国）にあった郡。

## 郡域
1878年（明治11年）に行政区画として発足した当時の郡域は、現在の行政区画では概ね以下の区域にあたる。
- 東金市の大部分（求名を除く）
- 大網白里市の大部分（清水を除く）
- 千葉市緑区の一部（板倉町を除く越智町、大木戸町、高津戸町、下大和田町以南および大高町の一部）
- 山武市の一部（白幡・下布田・植草・雨坪・武勝）
- 山武郡九十九里町の全域

## 歴史

### 近代以降の沿革
- 『旧高旧領取調帳』に記載されている明治初年時点での当郡域の支配は以下の通り。●は村内に寺社領が、○は寺社除地（領主から年貢免除の特権を与えられた土地）が存在。下記の他、仏島村に支配者が記載されていない区域が存在した。

| 知行         | 知行                       | 村数 | 村名 |
| ------------ | -------------------------- | ---- | --- |
| 幕府領       | 幕府領                     | 3村  | 粟生村、一之袋村、二之袋村 |
| 幕府領       | 旗本領                     | 45村 | 平沢村、宮崎村、中村、押堀村、川場村、●田中村、小食土村、大竹村、神房村、南冨田村、●北幸谷村（北幸之谷村）、小野村、小山村、桂山村、家徳村、広瀬村、星谷野新田（星谷村の一部か）、土気町、萱野村、長国村、菱沼村、●本金谷村、金谷長谷村、金谷小沼村、金谷名村、金谷真行村、大沢村、三ヶ尻村、植草村、酒蔵村、雨坪村、大豆谷村、駒込村、北吉田村、粟生野新田、上大和田村、下大和田村、越智村、滝沢村、●南玉村、山田村、前之内村、大木戸村、●池田村、●小西村 |
| 幕府領       | 与力給知                   | 19村 | 幸田村、細屋敷村、薄島村、宿村、●御門村、高倉村、東中村（正確には1879年まで中村）、三浦名村、宮村、西野村、不動堂村、藤下村、大沼村、関下村、荒生村、○殿廻村、北白幡村、中島新田、冨田高野村 |
| 幕府領       | 幕府領・旗本領・与力給知   | 2村  | 片貝村、松之郷村 |
| 幕府領       | 幕府領・旗本領             | 28村 | 小中村、門ノ谷村、養安寺村、山口村、堀上村、作田村、下傍示村、四天木村、大沼田村、台方村、永田村、丹尾村、上貝塚村、白幡村、南白幡村、九十根村、●小沼田村、北横川村、清名幸谷村、砂田村、今泉村（南今泉村）、今泉村（北今泉村）、布田村（上布田村）、布田村（下布田村）、極楽寺村、餅木村、滝村、●真亀村（真亀新田も含む） |
| 幕府領       | 幕府領・与力給知           | 11村 | 小関村、堀之内村、関内村、上武射田村、下武射田村、島村、油井村、北幸谷村、貝塚村、田中荒生村、中野村 |
| 幕府領       | 旗本領・与力給知           | 2村  | 柳橋村、木崎村 |
| 藩領         | 上総鶴牧藩                 | 1村  | 赤萩村新田 |
| 藩領         | 下総生実藩                 | 1村  | 星谷村 |
| 藩領         | 岩代福島藩                 | 3村  | ●辺田方村、二又村、田間村 |
| 藩領         | 羽前長瀞藩                 | 1村  | 荻福田新田 |
| 幕府領・藩領 | 幕府領・旗本領・鶴牧藩     | 1村  | 上谷村 |
| 幕府領・藩領 | 幕府領・旗本領・長瀞藩     | 2村  | 南飯塚村、●大網村 |
| 幕府領・藩領 | 幕府領・旗本領・下総結城藩 | 1村  | 道庭村 |
| 幕府領・藩領 | 幕府領・結城藩             | 1村  | 家之子村 |
| 幕府領・藩領 | 幕府領・鶴牧藩             | 1村  | 北冨田村 |
| 幕府領・藩領 | 幕府領・武蔵岩槻藩         | 1村  | 依古島新田 |
| 幕府領・藩領 | 旗本領・与力給知・鶴牧藩   | 2村  | 柿餅村、細草村 |
| 幕府領・藩領 | 旗本領・鶴牧藩             | 4村  | 大椎村、経田村、仏島村、横川村（正確には1661年に南横川村に改称している） |
| 幕府領・藩領 | 旗本領・岩槻藩             | 3村  | 高津戸村、砂古瀬村、下谷新田 |
| 幕府領・藩領 | 旗本領・下総高岡藩         | 4村  | ●福俵村、蛇島新田、北飯塚村、上谷新田 |

- 慶応4年7月2日（1868年8月19日） - 幕府領などが安房上総知県事の管轄となる。
- 明治初年に辺田方村が東金町に、中島新田が東中島村に改称。蛇島新田が福俵村に編入。
- 明治元年
  - 9月21日（1868年11月5日） - 遠江掛川藩が転封。安房上総知県事の28村（片貝村、作田村、薄島村、宿村、小関村、高倉村、東中村、三浦名村、宮村、堀之内村、関内村、上武射田村、下武射田村、島村、不動堂村、貝塚村、藤下村、大沼村、関下村、荒生村、田中荒生村、殿廻村、中野村、南白幡村、北白幡村の全域、粟生村、御門村、白幡村の各一部）と武射郡の一部に入封し、柴山藩となる。
  - 12月16日（1869年1月28日） - 安房上総知県事の県庁が大網宿宮谷の本国寺に設置される。
  - 12月18日（1869年1月30日） - 福島藩が転封して三河重原藩となり、福島藩領が安房上総知県事の管轄となる。
  - 鶴牧藩で領地替えが行われ、鶴牧藩領の全域が安房上総知県事の管轄となる。
- 明治2年
  - 2月9日（1869年3月21日） - 安房上総知県事が宮谷県となる。
  - 11月11日（1869年12月13日） - 羽前長瀞藩が旧領の大網宿に藩庁を移転して上総大網藩となり、大網宿などを宮谷県から大網藩に移管。
  - 南冨田村、北冨田村が合併して富田村が成立。
  - このころ大網村が大網宿に改称。
- 明治3年3月 - 柴山藩庁が武射郡松尾に移転。
- 明治4年
  - 1月13日（1871年3月3日） - 柴山藩が松尾藩に改称。
  - 2月17日（1871年4月6日） - 上総大網藩が常陸龍ヶ崎藩に転封。大網宿などを宮谷県に再移管。
  - 7月14日（1871年8月29日） - 廃藩置県により、藩領が生実県、龍ヶ崎県、結城県、高岡県、松尾県の管轄となる。
  - 11月14日（1871年12月25日） - 上総国の各県が木更津県に統合。
  - 宮崎村が門ノ谷村に編入。
- 1873年（明治6年）6月15日 - 木更津県が印旛県に統合して千葉県が発足。
- 1874年（明治7年）
  - 下谷新田と、上谷村のうち旧下谷村が合併して下谷村が成立。
  - 荻福田新田が大網村に、平沢村、門ノ谷村が小中村に編入。
- 1876年（明治9年） - 北白幡村、南白幡村が白幡村に、赤萩村新田が駒込村に編入。
- 1877年（明治10年）
  - 本金谷村、金谷長谷村、金谷小沼村、金谷名村、金谷真行村が合併して金谷郷村が成立。
  - 粟生野新田が長柄郡粟生野村に編入。
- 1878年（明治11年）11月2日 - 郡区町村編制法の千葉県での施行により、行政区画としての山辺郡が発足。「山辺武射郡役所」が東金町に設置され、武射郡とともに管轄。
- 1879年（明治12年）
  - 富田高野村、島村が武射郡に移管。武射郡から武勝村が移管。
  - 貝塚村が下貝塚村に、2ヶ所存在した中村がそれぞれ東中村、西中村に改称。

### 町村制以降の沿革

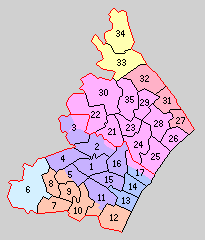
1.東金町 2.公平村 3.源村 4.丘山村 5.大和村 6.土気本郷町 7.瑞穂村 8.山辺村 9.大網町 10.増穂村 11.福岡村 12.白里村 13.豊海村 14.片貝村 15.正気村 16.豊成村 17.鳴浜村（水色：千葉市 紫：東金市 桃：山武市 橙：大網白里市 青：九十九里町 21 - 35は武射郡）

- 1889年（明治22年）4月1日 - 町村制の施行により山辺郡に以下の町村が成立。（3町14村）
  - 東金町 ←東金町、台方村、田間村、北之幸谷村、川場村、堀上村、押堀村、大豆谷村（現・東金市）
  - 公平村 ←道庭村、家之子村、松之郷村、武射郡求名村（現・東金市）、武射郡姫島村（現・山武市）
  - 源村 ←下布田村、植草村、雨坪村、武勝村（現・山武市）、上布田村、極楽寺村、三ヶ尻村、酒蔵村、滝沢村（現・東金市）
  - 丘山村 ←小野村、油井村、滝村、丹尾村、山田村（現・東金市）
  - 大和村 ←田中村、福俵村（旧・東金市）、小西村、養安寺村（現大網白里市）、山口村（現・東金市、大網白里市）
  - 土気本郷町 ←土気町、大椎村、大木戸村、小山村、越智村、高津戸村、上大和田村、下大和田村、小食土村、市原郡板倉村の一部（現・千葉市）
  - 瑞穂村 ←永田村、駒込村、経田村、小中村、神房村、萱野村、砂田村（現・大網白里市）
  - 山辺村 ←金谷郷村、餅木村、大竹村、池田村、南玉村（現・大網白里市）
  - 大網町 ←大網宿、仏島村（現・大網白里市）
  - 増穂村 ←上貝塚村、上谷新田、北横川村、南横川村、富田村、北飯塚村、南飯塚村、柿餅村、木崎村、柳橋村、清名幸谷村、星谷村（現・大網白里市）
  - 福岡村 ←下谷村、上谷村、東中島村、一之袋村、二之袋村、大沼田村、小沼田村、砂古瀬村、依古島新田村、西中村（現・東金市）、桂山村、長国村、北吉田村、九十根村、下傍示村（現・大網白里市）
  - 白里村 ←四天木村、細草村、北今泉村、南今泉村（現・大網白里市）
  - 豊海村 ←粟生村、細屋敷村、西野村、不動堂村、藤下村、下貝塚村、真亀村、真亀新田、宿村の飛地（現・山武郡九十九里町）
  - 片貝村 ←片貝村、小関村、田中荒生村（現・山武郡九十九里町）
  - 正気村 ←大沼村、関下村、宿村、荒生村、薄島村、北幸谷村、幸田村、広瀬村、家徳村（現・東金市）
  - 豊成村 ←堀之内村、宮村、二又村、東中村、三浦名村、中野村、菱沼村、関内村、高倉村、殿廻村、御門村、前之内村、下武射田村、上武射田村（現・東金市）
  - 鳴浜村 ←作田村（現・山武郡九十九里町）、白幡村、武射郡本須賀村（現・山武市）
  - その他、大沢村が長柄郡新治村に編入。
- 1897年（明治30年）4月1日 - 郡制の施行により、山辺郡・武射郡の区域をもって山武郡が発足。同日山辺郡廃止。

## 行政
山辺・武射郡長
| 代 | 氏名 | 就任年月日                | 退任年月日                | 備考                           |
| -- | ---- | ------------------------- | ------------------------- | ------------------------------ |
| 1  |      | 明治11年（1878年）11月2日 |                           |                                |
|    |      |                           | 明治30年（1897年）3月31日 | 武射郡との合併により山辺郡廃止 |